# Elf banken van Sint-Servaas
De (elf) banken van Sint-Servaas, ook wel (elf) heerlijkheden van Sint-Servaas, is de aanduiding voor een groep van elf dorpen met een gemeenschappelijke staatkundige geschiedenis in de huidige provincies Luik, Belgisch Limburg en Nederlands Limburg. De dorpen waren tot 1797 bezittingen van het kapittel van Sint-Servaas, dat verbonden was aan de Sint-Servaaskerk in Maastricht.

## Geschiedenis

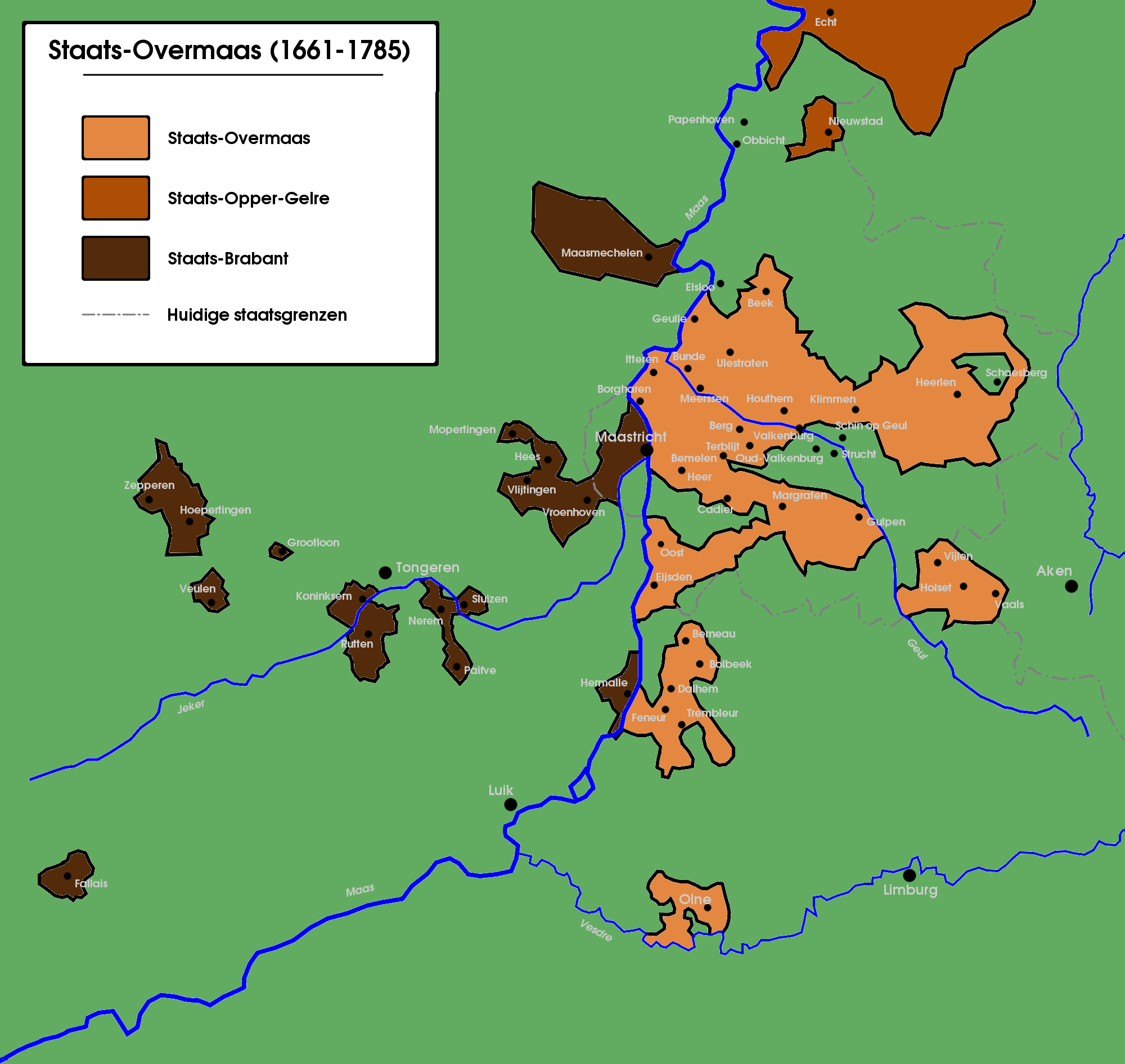
Banken van Sint-Servaas (en Redemptiedorpen), 1661-1785. Heer, Berg en Berne zijn bij Staats-Overmaas gevoegd; Tweebergen, Maasmechelen, Hees, Vlijtingen, Sluizen, Koninksem, Groot-Loon en Zepperen bij Staats-Brabant

Het is niet bekend wanneer de elf heerlijkheden ontstaan zijn; ook het kapittel wist dat na vele eeuwen niet meer. Wel is duidelijk dat de schenking van de dorpen aan het kapittel in de vroege middeleeuwen geplaatst moet worden.
Keizer Hendrik IV verklaarde in 1087 de kerk van Sint-Servaas vrij en keizerlijk, met alleen de autoriteit van de keizer boven zich. Daarmee werd impliciet bevestigd dat de aan de kerk behorende dorpen een vrije rijksheerlijkheid vormden. Paus Innocentius II bekrachtigde in een bul op 31 maart 1139 dat de elf dorpen aan het kapittel toebehoorden.
Gedurende de 17e en 18e eeuw lag de soevereiniteit van de elf banken onder vuur. Nadat de tweeherige stad Maastricht in 1632 door de Republiek der Zeven Verenigde Nederlanden was veroverd, traden de Staten-Generaal van de Nederlanden in het Maastrichtse stadsbestuur in de rechten van de hertog van Brabant. Hoewel het gebied rondom de Sint-Servaaskerk een immuniteit vormde en dus - net als de aan het kapittel behorende banken - slechts aan de keizerlijke autoriteit onderworpen was, claimde de republiek toch de soevereine rechten in de elf dorpen.
Zowel bij de vaststelling van het Partagetraktaat in 1661 als ook bij de Vrede van Nijmegen in 1678 werden de dorpen toegewezen aan de republiek; de dorpen op de westelijke Maasoever bij Staats-Brabant, de dorpen op de oostelijke Maasoever bij Staats-Overmaas. Het kapittel protesteerde hiertegen en wees daarbij op haar oude rechten, maar de status van de elf dorpen bleef omstreden. Vanaf 1753 tot 1795 stonden de elf banken feitelijk toch onder het gezag van de Staten-Generaal. In het Verdrag van Fontainebleau (1785) werd zowel de status van de elf banken als die van de acht redemptiedorpen definitief vastgelegd. In hetzelfde verdrag werd de bank Berneau (met delen van het Land van Dalhem) afgestaan aan Oostenrijk, in ruil voor delen van het Land van Valkenburg.

## Bestuur

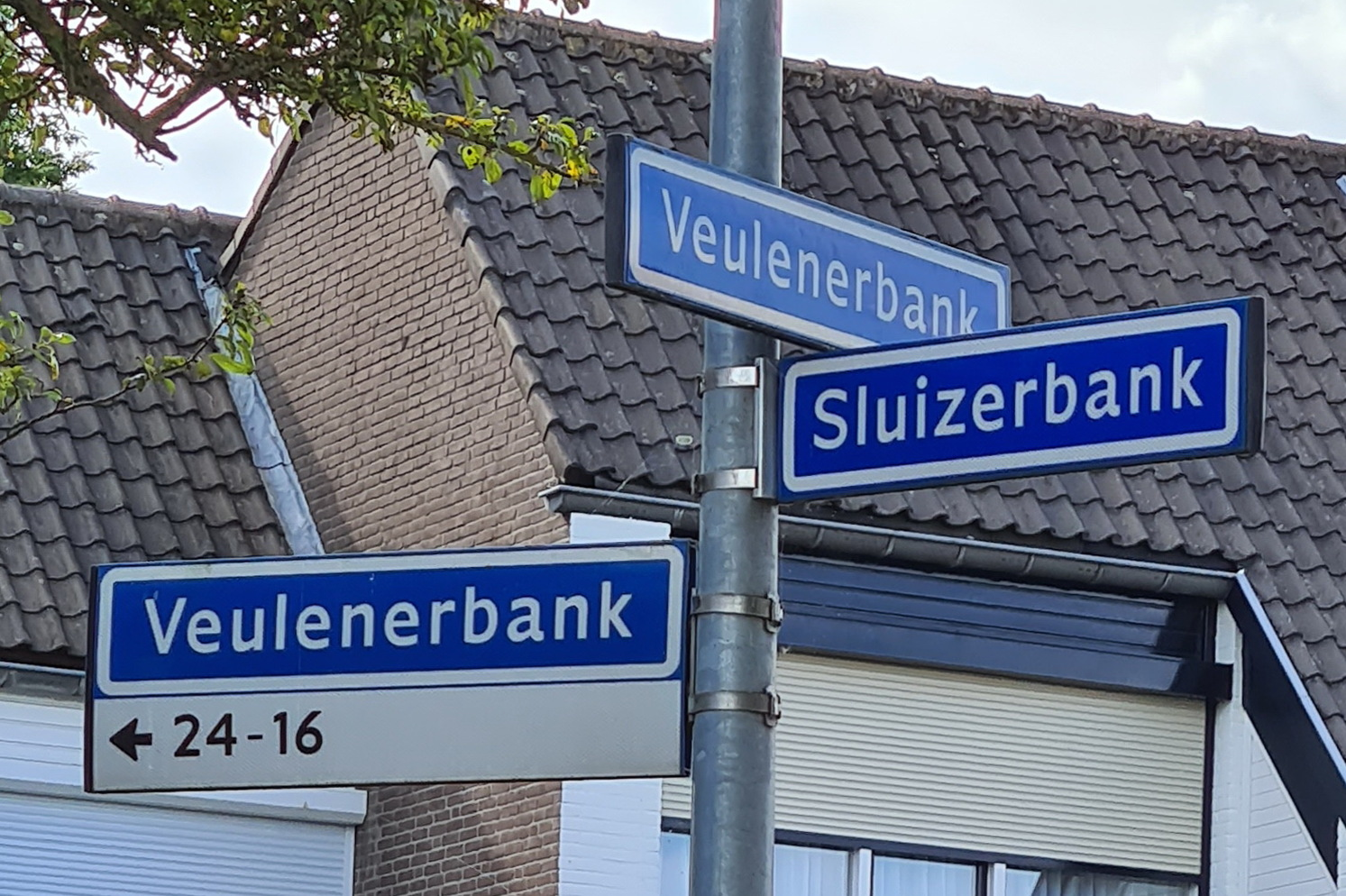
Straatnaambordjes in Wolder. Veel straten in deze Maastrichtse wijk zijn naar de elf banken van Sint-Servaas (of naar de redemptiedorpen) genoemd. Wolder behoorde zelf tot de Vroenhof

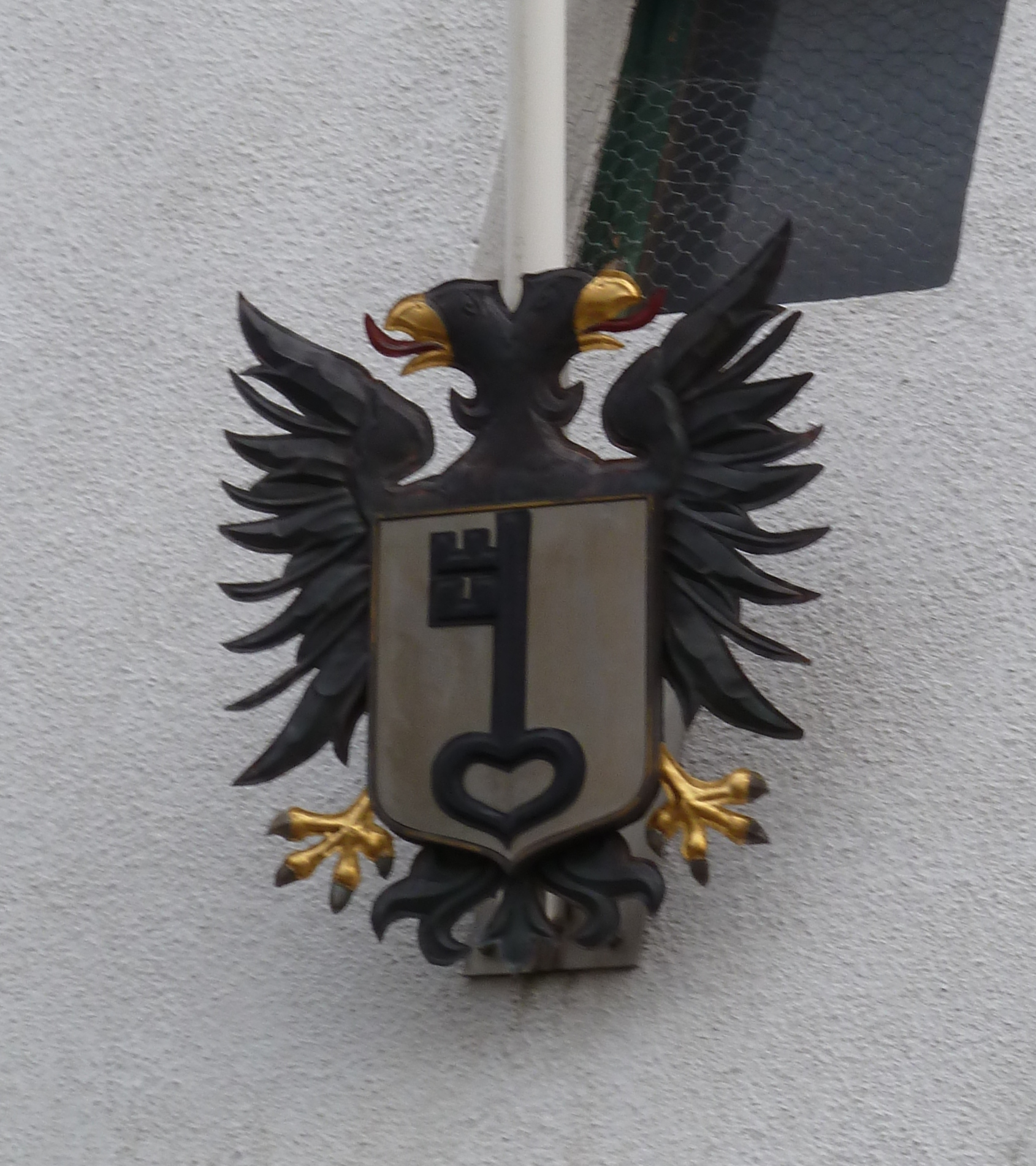
Kapittelwapen met tweekoppige adelaar en sleutel van Sint-Servaas in Berg (Valkenburg aan de Geul)

De volgende dorpen behoorden tot de elf banken van Sint-Servaas:
- Berg
- Berne (Frans: Berneau)
- Groot-Loon (ofwel Niel-Sint-Servaas)
- Heer en Keer
- Hees
- Koninksem
- Mechelen-aan-de-Maas met Daalgrimbie
- Sluizen
- Tweebergen
- Vlijtingen met Lafelt en Ellicht
- Zepperen

De heerlijkheid Tweebergen lag gedeeltelijk binnen de stad Maastricht, maar behoorde niet tot de tweeherige stad. Het dorp Vaesrade, waar het kapittel van Sint-Servaas zeggenschap had, wordt meestal niet tot de banken van Sint-Servaas gerekend omdat ook het kapittel van de dom van Aken hier bepaalde rechten claimde.
Het kapittel van Sint-Servaas oefende in al deze heerlijkheden de heerlijke rechten uit namens de keizer. Aangezien het kapittel ook de juridische macht uitoefende in de elf dorpen, werden ze om die reden ook aangeduid als curiae of schepenbanken. Het kapittel inde tevens in alle heerlijkheden belastingen. De inkomsten uit de banken Tweebergen en Mechelen waren bestemd voor de proosten van Sint-Servaas; de inkomsten van de andere dorpen moesten gedeeld worden door de overige kanunniken van het Sint-Servaaskapittel.
Het bestuur en de administratie van alle banken vond plaats vanuit de proosdij van Sint-Servaas, waarbij het dagelijks bestuur werd uitgeoefend door de rijproost, een kanunnik die door het kapittel was belast met de administratie van een bepaalde bank. Aanvankelijk was er slechts één rijproost; sinds 1559 waren er twee: een voor de dorpen links en een voor de dorpen rechts van de Maas. Vanaf 1636 waren er vijf rijproosten. Elke bank had tevens een lokaal bestuur bestaande uit een schout, zes schepenen en een secretaris, die allen een eed van trouw moesten zweren aan de proost en het kapittel.
Vlijtingen was de hoofdplaats van de elf dorpen. Hier bevonden zich het kasteel Daelhof, eigendom van het Sint-Servaaskapittel, en het Blockhuis, de verblijfplaats van de rijproost en de rechtszaal van de hoofdbank Vlijtingen. Beide gebouwen werden op 2 juli 1747 tijdens de slag bij Lafelt verwoest en niet meer opgebouwd. De hoogste beroepsmogelijkheid was de eigen rechtbank van het kapittel, door keizer Frederik III in 1442(?) goedgekeurd, en die zitting hield in de kloostergang van de Sint-Servaaskerk, vóór de kapittelschool.
Behalve de elf banken van Sint-Servaas bezat het Sint-Servaaskapittel cijnsrechten, tiendrechten, molenrechten, vis- en jachtrechten en collatierechten in de wijde omgeving van Maastricht.  Verder bezat het kapittel her en der verspreide landerijen, onder andere enkele wijngaarden aan de rivier de Ahr in Duitsland. Deze rechten en bezittingen behoorden echter niet tot de banken van Sint-Servaas, aangezien het kapittel hier niet de heerlijke rechten bezat.

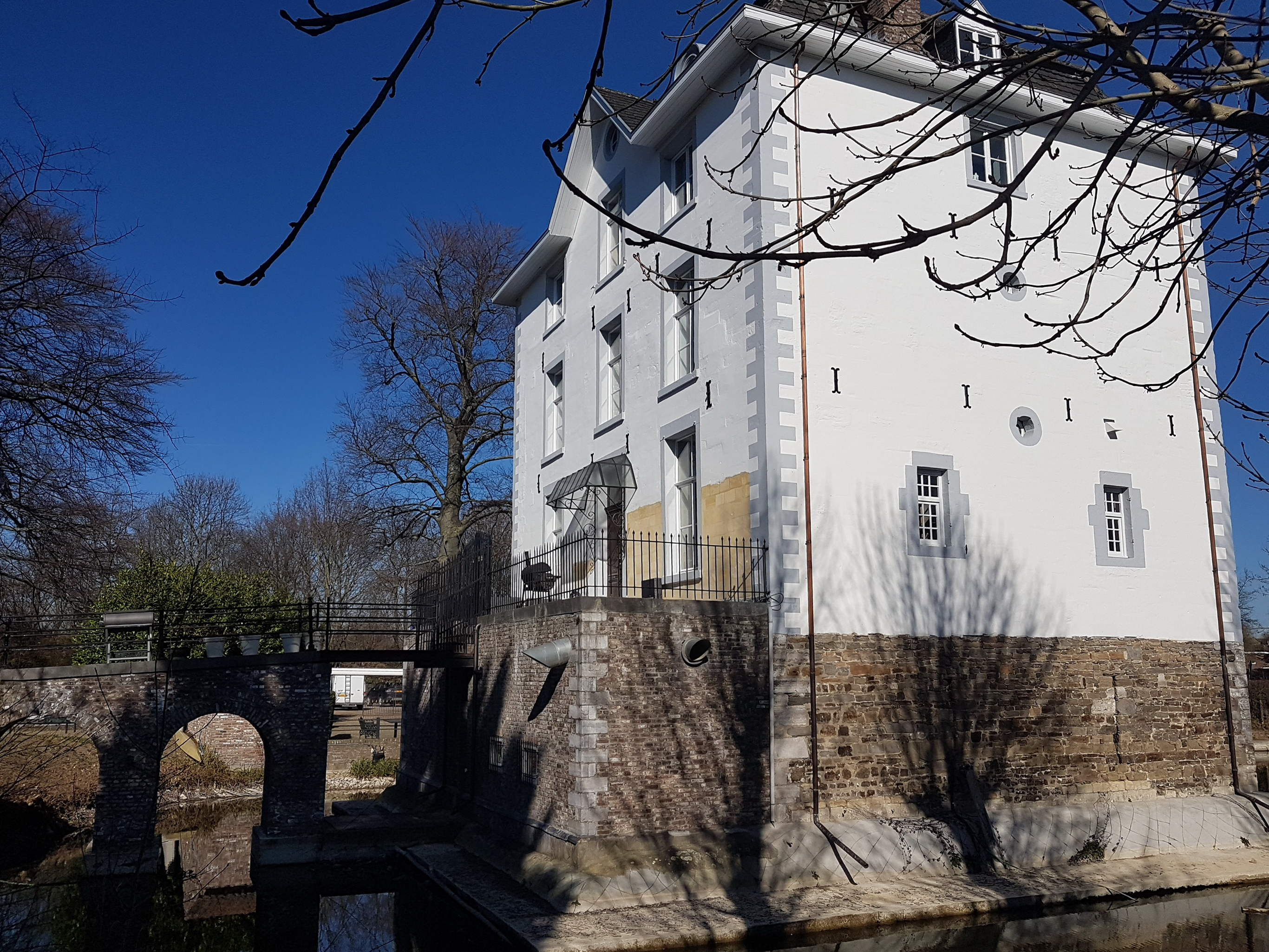
Kapittelgevangenis in kasteel De Burght, Heer
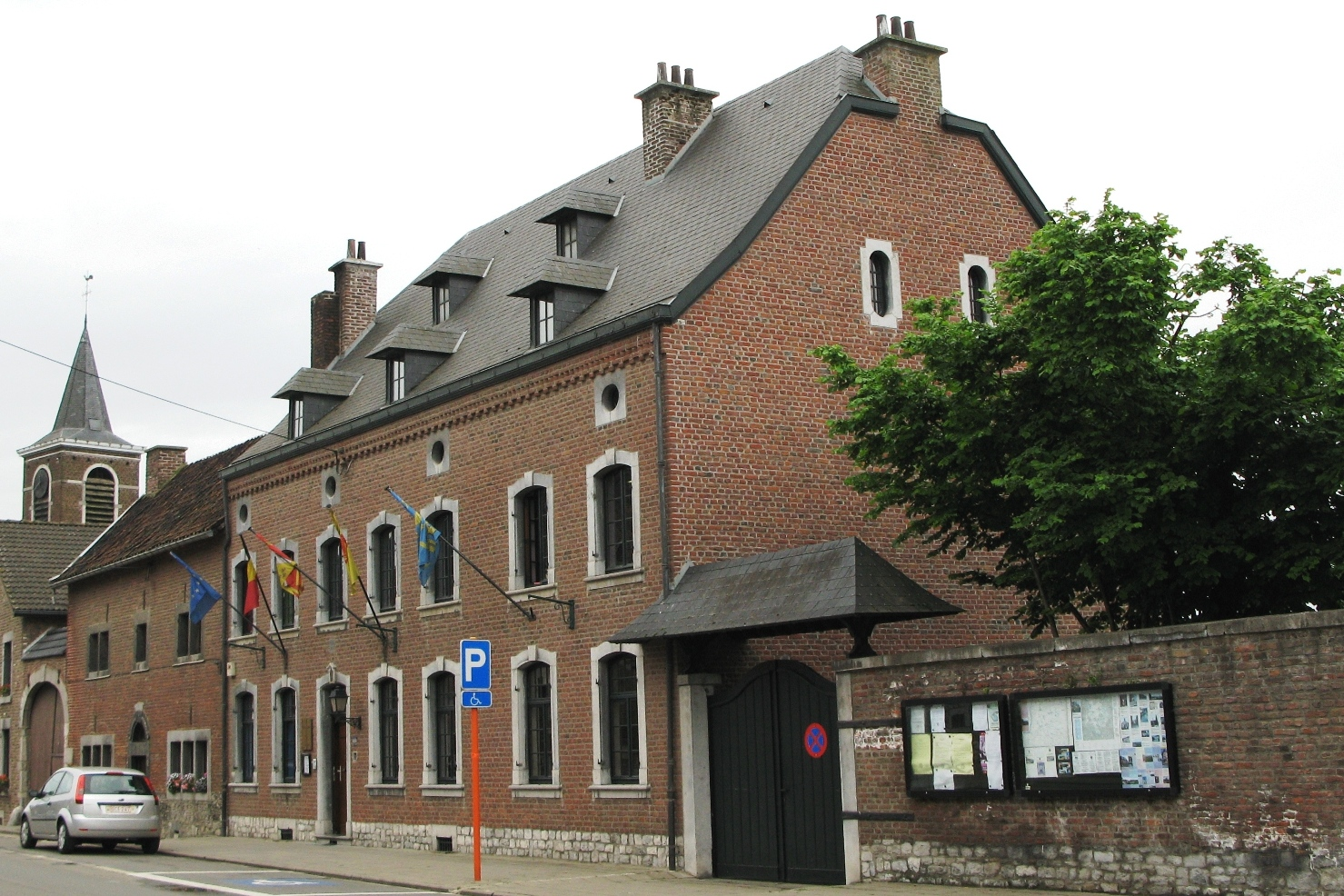
Berne
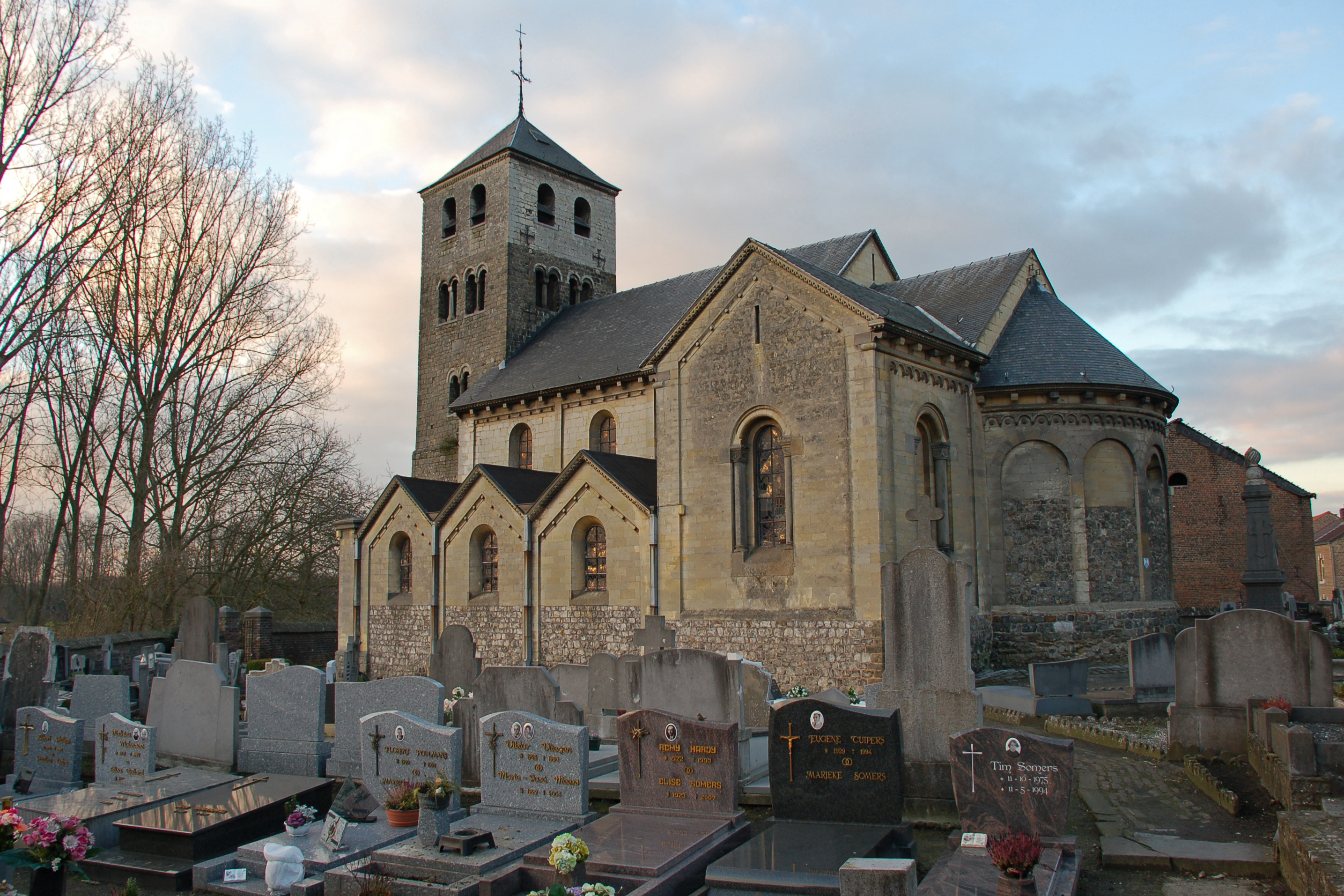
Sint-Servatiuskerk, Sluizen
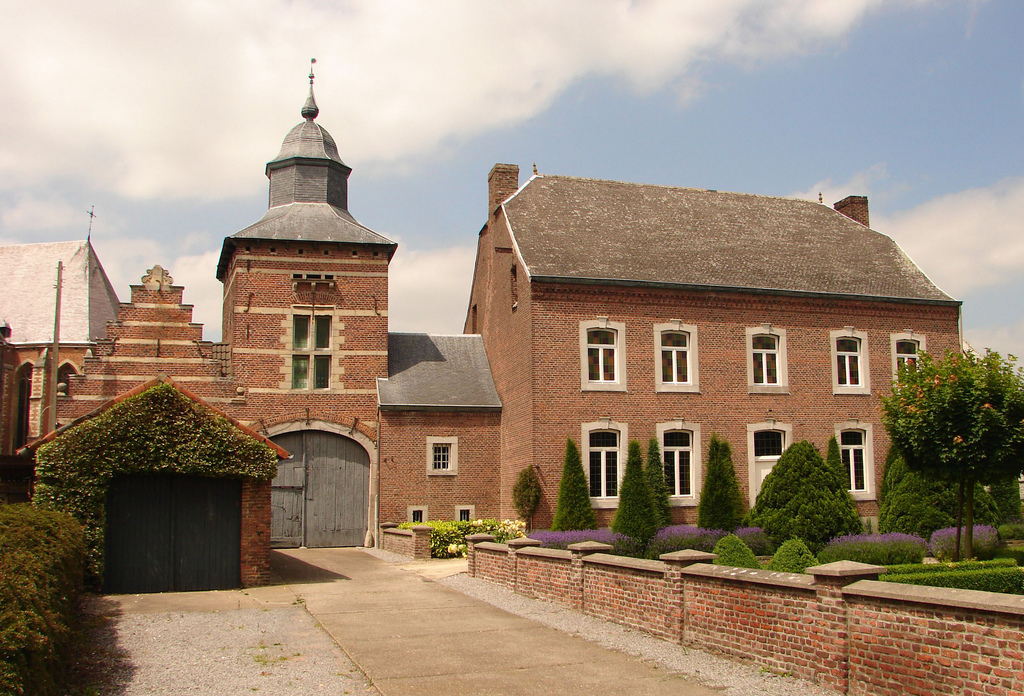
Rentmeesterswoning St-Servaaskapittel, Zepperen